# 다우드 이브라힘
다우드 이브라힘(Dawood Ibrahim, 1955년 12월 26일 ~ 생사불명)은 인도 폭도 두목, 마약왕,이자 테러리스트이다. 그는 1970년대 뭄바이에서 설립한 인도 조직범죄 조직인 D-컴퍼니를 이끌고 있다고 알려져 있다. 이브라힘은 살인, 공갈, 표적 살인, 마약 밀매, 테러리즘을 포함한 혐의로 수배 중이다.
그는 2003년 인도와 미국으로부터 국제 테러리스트로 지정되었으며, 1993년 뭄바이 폭탄 테러에 연루된 혐의로 2천 5백만 달러의 현상금이 걸려있다. 2011년에는 미국 연방수사국이 선정한 "세계 10대 수배범" 중 2위, 포브스에서는 4위로 선정되었다. 2020년 파키스탄 정부는 FATF 제재를 피하기 위해 다우드를 포함한 87명의 제재 명단에 올렸다. 파키스탄 정부는 부인하고 있지만, 그는 카라치에 거주하는 것으로 알려져 있다.

## 초기 생애
다우드 이브라힘은 1955년 12월 26일 인도 마하라슈트라의 케드에서 콘카니 무슬림 가정에서 태어났다. 그의 아버지인 이브라힘 카스카르는 뭄바이 경찰의 경사로 일했고, 그의 어머니인 아미나 비는 전업주부였다. 그는 뭄바이의 동그리 지역에 살았고 아흐메드 세일러 고등학교에 다니다 중퇴했다.

## 범죄 경력
다우드는 십대 시절부터 사기, 절도, 강도를 저지르기 시작했다. 결국 그는 지역 조직범죄 조직의 일원인 지역 갱스터이자 돈인 바아슈 다다의 갱단에 합류했다. 1970년대 후반, 그는 갱단을 떠나 형인 샤비르 이브라힘 카스카르와 함께 자신만의 갱단을 만들었다. 샤비르가 라이벌 파탄 갱단에 의해 살해된 후, 그는 D-컴퍼니로 알려진 갱단의 유일한 두목이 되었다. 그는 주로 금 밀수, 부동산, 공갈 및 마약 밀매에 연루되었다. 그는 사마드 칸 살해 혐의로 뭄바이 경찰에 수배되자 1986년에 인도에서 두바이로 도주했다. 이후 몇 년 동안 그는 부하인 초타 라잔의 도움을 받아 갱단을 더욱 확장했고, 1990년대 초까지 그의 갱단은 5,000명 이상의 조직원을 보유하며 연간 수십 크로르의 수입을 올렸다.
그는 인도 정부에 의해 1993년 뭄바이 테러의 주모자 중 한 명으로 지목되었다. 테러 이후 그는 두바이에서 카라치로 도주했으며, 현재까지 그곳에 거주하는 것으로 알려져 있다.
미국 재무부 산하 해외자산통제국은 국제 제재 프로그램의 일환으로 이브라힘을 특별 지정 국가 목록 및 해외 마약왕 지정법에 따라 테러리스트로 지정하여 미국 금융 기관이 그와 거래하는 것을 사실상 금지하고 그의 통제하에 있는 것으로 추정되는 자산을 압류했다. 재무부는 이브라힘에 대한 사실 자료를 보관하고 있는데, 여기에는 그의 조직이 알카에다와 공유하고 사용한 남아시아, 중동 및 아프리카의 밀수 경로가 포함되어 있다. 사실 자료에는 이브라힘의 조직이 영국과 서유럽에서 대규모 마약 운송에 관여하고 있다고도 명시되어 있다. 그는 또한 알카에다 지도자 오사마 빈라덴과 접촉이 있었던 것으로 알려져 있다. 1990년대 후반, 이브라힘은 탈레반의 보호 아래 아프가니스탄으로 여행했다. 이 조직은 폭동, 테러, 시민 불복종, 위조 인도 통화를 국내에 유통시켜 인도를 불안정하게 만들려고 지속적으로 시도했다.
인도 투데이는 이브라힘이 2008년 뭄바이 테러에 필요한 물류를 제공했다고 보도했다.
현재 이브라힘의 범죄 활동은 테러 자금 조달, 마약 밀매, 총기 밀매, 공갈, 돈세탁이다. 그는 또한 카라치, 두바이, 인도에 부동산에 막대한 투자를 했다. 그는 하왈라 시스템의 대부분을 통제하는 것으로 알려져 있는데, 이는 공식적인 요원의 감시를 벗어나 돈과 송금을 비공식적인 방식으로 이체하는 매우 흔하게 사용되는 시스템이다.
그는 라슈카레 타이바에 의한 구자라트주 공격 증가에 대한 자금 지원과 연관되어 있었다. 2006년 인도 정부는 이브라힘을 포함한 38명의 수배범 명단을 파키스탄에 넘겼다. 그의 범죄 조직은 아시아, 유럽, 아프리카 전역에 걸쳐 있으며, 수입의 40% 이상이 인도에서 발생한다.

## 1993년 뭄바이 폭탄 테러
다우드는 1993년 3월 뭄바이 폭탄 테러를 주도한 것으로 널리 알려져 있다. 2003년, 인도와 미국 정부는 이브라힘을 "국제 테러리스트"로 선포했다. 인도의 부총리 랄 크리슈나 아드바니는 이를 주요한 진전이라고 묘사했다. 이브라힘은 현재 인도의 "최고 수배 명단"에 올라 있다.
2017년 6월 공개 담화에서 람 제트말라니는 뭄바이 폭탄 테러 이후 다우드 이브라힘이 런던에서 전화하여 경찰로부터 어떠한 3급 대우도 받지 않는 조건으로 인도에 와서 재판을 받을 준비가 되어 있다고 말했다고 확인했다. 제트말라니는 이를 샤라드 파와르에게 전달했지만, 집권 정치인들은 이 제안에 동의하지 않았다. 제트말라니에 따르면, 다우드의 복귀를 허용하지 않은 이유는 그가 그들의 비밀을 폭로할 것을 두려워했기 때문이었다.

## 위치
이브라힘은 이전에 파키스탄과 아랍에미리트에 거주하는 것으로 추정되었다. 인도는 그가 파키스탄-아프가니스탄 국경으로 이동했다고 말한다. 인도 소식통은 "파키스탄 정보부가 새로운 미국-인도 대테러 협력에 극도로 경계하는 것으로 보인다"고 덧붙였다.
2015년 5월 5일 하리바이 차우드리 의원은 로크 사바(인도 의회의 하원)에서 이브라힘의 행방을 알 수 없다고 밝혔다. 그러나 5월 11일, 당시 내무장관인 라즈나트 싱은 의회에서 이브라힘이 파키스탄에 있으며 그를 인도로 데려올 것이라고 말했다.
2015년 8월 22일 인도 뉴스 매체 타임스 나우의 보도에 따르면 다우드는 카라치에 있었다. 해당 언론사에 따르면, 그들은 2015년 8월 22일 카라치에 있는 한 여성과 대화했다. 뉴스 통신사 웹사이트에 공개된 대화 녹취록에서 그녀는 다우드의 아내이며 "그는 자고 있다"고 말했고, 두 번째 대화에서는 자신에게 아는 그런 이름의 사람은 없다고 말했다.
2015년 8월 파키스탄에 넘겨줄 인도의 문서에 따르면, 이브라힘은 파키스탄에 9개의 거주지를 가지고 있으며 자주 여행하는 데 사용하는 파키스탄 여권 3개를 가지고 있다.
2020년 8월 22일 파키스탄은 주요 테러리스트 인물들에 대한 두 가지 제재 통보를 발표했다. 이 통보에는 카라치의 "화이트 하우스, 사우디 모스크 근처, 클리프턴", "하우스 누 37 – 30번가 – 디펜스, 주택 지구, 카라치", 그리고 "카라치 누라바드 언덕 지역의 호화로운 방갈로" 등 다우드 이브라힘의 세 주소가 나열되어 있었다. 파키스탄은 이브라힘이 파키스탄에 있다는 것을 인정하는 것이 아니라, 통보가 유엔의 제재 대상 개인 및 단체 목록에 있는 내용만을 포함하고 있다고 밝혔다. 그는 2003년에 알카에다 및 탈레반 제재 위원회에 의해 해당 주소들과 함께 지정되었다.

## 다우드 이브라힘 수색
그는 포브스의 '세계 10대 수배범' 목록에 2010년부터 2011년 목록 발행이 중단될 때까지 3위에 올랐으며, "국제 테러리스트"로 지정되었다. 인도 정보기관인 연구분석국과 인도 정보국은 그가 숨은 이후로 이브라힘의 위치를 찾기 위해 많은 시도를 해왔다. 그의 위치는 자주 파키스탄 카라치로 추적되었지만, 파키스탄 당국은 이를 자주 부인했다. 이러한 주장은 2015년 8월, 인도 텔레비전 채널인 타임스 나우가 그의 집에 전화를 걸었을 때 그의 아내가 전화를 받아 카라치에 그의 존재를 확인하면서 더욱 확고해졌다. 인도 정보기관은 즉시 이브라힘의 문서를 작성했으며, 여기에는 카라치에 있는 그의 위치에 대한 증거가 포함되어 있었다. 이는 같은 달 양국 간의 미국 국가안보국 수준 회담에서 제시될 예정이었으나 정치적인 이유로 취소되었다.
인도 투데이와의 인터뷰에서 이브라힘의 전 측근이었던 초타 라잔은 1992년에 이브라힘과 결별한 후 "그(이브라힘)는 가끔 파키스탄 밖으로 여행하지만, 카라치가 그의 본거지다"라고 말했다.
2020년, 인도 정부는 마하라슈트라주 콘칸 해안 라트나기리 지구에 있는 다우드의 조상 마을에 있는 그의 6채의 부동산을 매각했다. 정부는 1976년 밀수 및 외환 조작자 (재산 몰수) 법 (SAFEMA)에 따라 그의 부동산에 대한 전자 경매를 조직했다. 2017년 11월, 유명한 로나크 아프로즈 레스토랑(델리 자이카로도 알려짐)을 포함한 다우드의 세 채의 부동산도 정부에 의해 경매에 부쳐졌다.

## 초타 라잔 대 다우드 이브라힘
초타 라잔은 자신의 경험을 통해 범죄자와 그 운영에 대한 깊이 있는 지식을 활용하여 D-컴퍼니와 그 조직원들의 활동을 이해하는 데 정보기관을 도왔다고 알려져 있다. 애국적인 갱스터 두목으로서의 명성을 강화하기 위해 초타 라잔은 1993년 뭄바이 폭탄 테러를 계획한 혐의로 기소된 사람들을 잔인하게 살해하겠다고 위협했다. 1998년 4월 살림 '쿠를라', 1998년 6월 모함마드 진드란, 1999년 3월 1일 마지드 칸이 총에 맞아 사망했다.
시브 세나 행정부 시절 이브라힘 범죄 조직에 대한 선별적인 경찰 조치와 이후 조우 살인을 통한 조직의 쇠퇴가 지하 세계에서 초타 라잔의 입지를 강화하는 데 도움이 되었다고 보도되었다. 이는 다우드 이브라힘 자신도 1980년대 파탄 갱에 대한 경찰 작전으로 이득을 본 방식과 유사하다. 시브 세나는 발 타케레이가 편집한 기관지인 쌈나 신문의 사설에서 초타 라잔에 대한 애정을 드러냈다. 사설은 초타 라잔의 생존을 신성한 은혜로 인한 "행운" 덕분이라고 돌리며 안도의 한숨을 내쉬었다. 파키스탄 파키스탄 정보부 (ISI)가 초타 라잔의 암살 시도 배후에 있었던 것으로 추정되었다.
2010년 2월, 초타 라잔의 동료로 알려진 사람들이 네팔 미디어 재벌 자밈 샤를 대낮에 공공 도로에서 운전 중이던 그를 향해 총격을 가해 즉사시켰다. 샤는 겉으로는 다우드 이브라힘과 연관이 있었고, 네팔 내에서 위조화폐를 생산하는 조직의 주모자였다. 그의 반인도 범죄 활동은 10년 반 이상 인도 정부를 괴롭혀왔다.

## 가족
2006년, 이브라힘의 딸 마흐루크 이브라힘은 파키스탄 크리켓 선수 자베드 미안다드의 아들 주나이드 미안다드와 결혼했다. 2011년, 그의 딸 메흐린(24세)은 파키스탄계 미국인 아유브와 결혼했다.
그의 외아들 모인(Moin)은 2011년 9월 25일 런던에 기반을 둔 사업가의 딸인 사니아와 결혼했다. 모인은 파키스탄 카라치에 거주하며 모스크에서 가르치고 있으며, 쿠란을 암기하고 마울라나가 되었고, 아버지의 범죄 활동을 비판하고 있다.
그의 형인 이크발을 포함한 여러 가족 구성원은 뭄바이에 거주한다.

## 대중문화에서

### 볼리우드
이브라힘과 그의 조직 D-컴퍼니는 볼리우드 영화 산업 자금 조달과 연관되어 있다. 1980년대와 1990년대에 많은 볼리우드 스튜디오와 영화가 D-컴퍼니로부터 자금을 지원받았다. 이브라힘은 당시 미인 대회 참가자인 아니타 아유브와 볼리우드 여배우 만다키니를 포함한 여러 유명인사와 연관되어 있었다. D-컴퍼니는 또한 볼리우드 제작자와 유명인사를 대상으로 한 공갈과 위협으로도 알려져 있으며, 볼리우드 제작자 자베드 싯디케와 굴샨 쿠마르의 살인에도 연루되어 있었다.
비자이 마우리야는 아누라그 카쉬아프가 감독한 영화 블랙 프라이데이 (2004)에서 그를 연기했다. 2002년 영화 컴퍼니는 D-컴퍼니의 활동을 바탕으로 느슨하게 제작되었고, 2005년 영화 D, 2007년 영화 위험, 그리고 로칸드왈라에서의 총격전 (2007), 2010년 영화 원스 어폰 어 타임 인 뭄바이 및 그 속편인 2013년 영화 원스 어폰 어 타임 인 뭄바이 도바라!, 또 다른 2013년 영화 D-데이가 있다. 2013년 영화 슛아웃 앳 와달라는 D-컴퍼니의 부상을 바탕으로 제작되었다. 2016년 인도 액션 드라마 영화 동그리 카 라자의 주인공 악당은 이브라힘을 바탕으로 하며 가쉬메르 마하자니가 연기했다. 영화 하세나 파카르 (2017)는 그의 누나 하세나 파카르를 바탕으로 한 전기 범죄 영화이다. 또 다른 2017년 영화인 대디는 이브라힘의 라이벌 중 한 명인 아룬 가울리를 바탕으로 제작되었으며, 파르한 악타르가 이브라힘을 바탕으로 한 인물인 막수드를 연기했다. 2017년에는 코미디 영화인 D와 함께하는 커피도 개봉되었다.

#### 다우드 이브라힘을 영화에서 연기한 배우들
| 연도 | 영화                                | 배우            | 캐릭터 이름              | 주연 | 스토리 |
| ---- | ----------------------------------- | --------------- | ------------------------ | ---- | ------ |
| 2002 | 컴퍼니                              | 어제이 데븐     | 말릭                     | Yes  | 전기적 |
| 2004 | 블랙 프라이데이                     | 비자이 마우리야 | 다우드 이브라힘          | No   | 전기적 |
| 2005 | D                                   | 란디프 후다     | 데슈                     | Yes  | 전기적 |
| 2007 | 위험                                | 비노드 칸나     | 칼리드 빈 자말           | Yes  | 가상   |
| 2010 | 원스 어폰 어 타임 인 뭄바이         | 임란 하쉬미     | 쇼아이브 칸              | Yes  | 전기적 |
| 2013 | 원스 어폰 어 타임 인 뭄바이 도바라! | 악샤이 쿠마르   | 쇼아이브 칸              | Yes  | 전기적 |
| 2013 | 슛아웃 앳 와달라                    | 소누 수드       | 딜라와르 임티아즈 학사르 | No   | 전기적 |
| 2013 | D-데이                              | 리시 카푸르     | 이크발 세스 일명 골드만  | Yes  | 가상   |
| 2017 | 대디                                | 파르한 악타르   | 막수드                   | No   | 전기적 |
| 2017 | 하세나 파카르                       | 싯단트 카푸르   | 다우드 이브라힘          | Yes  | 전기적 |
| 2017 | D와 함께하는 커피                   | 자키르 후세인   | D                        | Yes  | 가상   |

### 비디오 게임
2018년 비디오 게임 히트맨 2에는 영화 산업에서 활동하는 뭄바이 범죄 두목인 "다우드 란간"이 표적으로 등장하며, 이는 아마도 이브라힘 자신을 가리키는 것으로 추정된다.

### 논픽션 서적
동그리에서 두바이까지: 뭄바이 마피아 60년과 바이쿨라에서 방콕까지는 전 인도 탐사 저널리스트 후세인 자이디의 논픽션 서적이다. 이 책들은 뭄바이 마피아의 진화를 추적한다. 슛아웃 앳 와달라는 동그리에서 두바이를 바탕으로 제작되었다.

## 같이 보기
- 실종된 수배범 목록
- 인도의 조직범죄
- 타이거 메모
- 야쿠브 메모
- 초타 샤킬
- 초타 라잔